# Undervattensishockey
Undervattensishockey är en mindre extremsport som spelas under isen på en frusen vattensamling.
Deltagarna har torrdräkter och simfenor, men inte lufttuber eller andra andningshjälpmedel. Man använder undersidan av isen som underlag, under vilken man spelar med en flytande puck på en plan som är 8 gånger 6 meter. Speltiden för en match är 3 gånger 10 minuter. Ett lag består av en person.
Undervattensishockey skall inte förväxlas med undervattenshockey (även kallat uv-hockey eller Octopush) där man spelar med en puck som ej flyter, på botten av en simbassäng.
Det första världsmästerskapet i undervattensishockey spelades i Österrike i februari 2007.
Tävlingen vanns av Finland, följt av Österrike och Slovakien. De andra nationerna som deltog var Tjeckien, Tyskland, Nederländerna, Polen och Slovenien.